# 祭魚洞文庫
祭魚洞文庫（さいぎょどうぶんこ）とは、1934年（昭和9年）に渋沢敬三が開設した水産・漁業関係資料の個人文庫である。

## 概要
1932年（昭和7年）の静岡県内浦での文書発見からコレクションとしての構築が始まった。
名称の祭魚洞とは、渋沢の雅号である。祭魚はカワウソを意味し、魚を捕らえてもすぐには食べずにおくという故事がある。雅号は自らの書斎をカワウソの巣になぞらえて祭魚洞書屋としていたことに由来する。

資料は1993年（平成5年）、渋沢史料館、独立行政法人水産総合研究センター中央水産研究所、国文学研究資料館、流通経済大学、神奈川大学などに分散して移管された。
一部は北海道立文書館にマイクロ複写があり、また九州大学デジタルアーカイブでも閲覧できる。